# Belgische militaire begraafplaats van Houtem
De Belgische militaire begraafplaats van Houtem is een militaire begraafplaats aan de Wijngaardstraat in het Belgische dorp Sint-Margriete-Houtem.
Deze begraafplaats heeft een oppervlakte van 22 are waarop 173 Belgische graven liggen uit de Eerste Wereldoorlog. Van de 173 gesneuvelden zijn er 3 niet geïdentificeerd. De soldaten die hier liggen zijn omgekomen op 18 augustus 1914 tijdens de Slag op de Zeven Zillen. Het grote aantal slachtoffers op die dag komt voort uit een verrassingsaanval op het 22 Linieregiment. 140 andere gesneuvelde soldaten van die dag liggen begraven in het naburige Grimde in de oude Sint-Pieterskerk die na de oorlog ingericht werd als necropolis. Een aantal soldaten dat later overleed aan verwondingen, werd begraven op de stedelijke begraafplaats van Tienen.

## Geschiedenis
Tijdens de Duitse bezetting werd door de Belgische Société du Souvenir du Soldat de verspreide stoffelijke resten van Belgische en Duitse soldaten opgegraven en geïdentificeerd om ze te groeperen. Zo werden vanaf 12 november 1914 tot 7 juli 1916 in de wijde omgeving van Tienen 544 Belgische, 151 Duitse en 12 Franse soldaten opgegraven en op gemeentelijke begraafplaatsen herbegraven. Een deel werd hier begraven.
Dankzij private schenkers en de financiële steun van de stad kon dit stuk grond in Sint-Margriete-Houtem aangekocht worden. In mei 1916 werd met de aanleg begonnen.
Gedurende de Eerste Wereldoorlog werden hier ook Franse, Belgische en Duitse doden begraven.  Na de Tweede Wereldoorlog werden de Duitse stoffelijke overschotten naar de  verzamelbegraafplaats van Vladslo overgebracht. Ook van de Franse en Belgische gesneuvelden zijn er veel gerepatrieerd waardoor er nu nog 173 graven overblijven.
De begraafplaats is in 2008 beschermd als monument en in 2010 als vastgesteld bouwkundig erfgoed.